# Zápas na Letních olympijských hrách 1984 – muži, volný styl do 57 kg
Zápas ve volném stylu ve váhové kategorii do 57 kg probíhal na Letních olympijských hrách 1984 v Anaheimském Convention Center. O medaile se utkalo celkem 16 zápasníků. 

## Turnajové výsledky
Zápasníci jsou rozděleni do dvou skupin. Je aplikován systém na dvě porážky.
Legenda
- TF — Lopatkové vítězství
- ST — Vítězství na technickou převahu, 12 bodů rozdíl
- PP — Vítězství na body, 1-7 bodů rozdíl, poražený s body
- PO — Vítězství na body, 1-7 bodů rozdíl, poražený bez bodů
- SP — Vítězství na body, 8-11 bodů rozdíl, poražený s body
- SO — Vítězství na body, 8-11 bodů rozdíl, poražený bez bodů
- P0 — Vítězství pro pasivitu, protivník bez bodů
- P1 — Vítězství pro pasivitu, vedoucí 1-7 bodů
- PS — Vítězství pro pasivitu, vedoucí 8-11 bodů
- DC — Vítězství z rozhodnutí, skóre 0-0
- PA — Vítězství pro soupeřovo zranění
- DQ — Vítězství pro soupeřovu diskvalifikaci
- DNA — Nenastoupil
- L — Porážky
- ER — Kolo vyřazení
- CP — Klasifikační body
- TP — Technické body

### Skupiny

#### Skupina A
| L      |                           | CP        | TP     |                           | L      |        |
| Kolo 1 | Kolo 1                    | Kolo 1    | Kolo 1 | Kolo 1                    | Kolo 1 | Kolo 1 |
| ------ | ------------------------- | --------- | ------ | ------------------------- | ------ | ------ |
| 1      | Marwan Suhail Abood (IRQ) | 1-3 PP    | 2-5    | Brian Aspen (GBR)         | 0      |        |
| 1      | İbrahim Akgül (TUR)       | 0-4 TF    | 6:00   | Hideaki Tomijama (JPN)    | 0      |        |
| 0      | Orlando Cáceres (PUR)     | 3.5-.5 SP | 14-4   | Saúl Leslie (PAN)         | 1      |        |
| 1      | Simon N'Kondag (CMR)      | 0-4 TF    | 1:03   | Rohtas Dahiya Singh (IND) | 0      |        |
| Kolo 2 |                           |           |        |                           |        |        |
| 2      | Marwan Suhail Abood (IRQ) | 0-4 ST    | 0-12   | İbrahim Akgül (TUR)       | 1      |        |
| 1      | Brian Aspen (GBR)         | 0-4 TF    | 3:51   | Hideaki Tomijama (JPN)    | 0      |        |
| 0      | Orlando Cáceres (PUR)     | 4-0 TF    | 1:04   | Simon N'Kondag (CMR)      | 2      |        |
| 2      | Saúl Leslie (PAN)         | 0-4 ST    | 0-12   | Rohtas Dahiya Singh (IND) | 0      |        |
| Kolo 3 |                           |           |        |                           |        |        |
| 1      | Brian Aspen (GBR)         | 3-1 PP    | 8-5    | İbrahim Akgül (TUR)       | 2      |        |
| 0      | Hideaki Tomijama (JPN)    | 3.5-.5 SP | 11-3   | Orlando Cáceres (PUR)     | 1      |        |
| 0      | Rohtas Dahiya Singh (IND) |           |        | Bye                       |        |        |
| Kolo 4 |                           |           |        |                           |        |        |
| 1      | Rohtas Dahiya Singh (IND) | 0-4 TF    | 2:19   | Hideaki Tomijama (JPN)    | 0      |        |
| 2      | Brian Aspen (GBR)         | 0-4 PA    |        | Orlando Cáceres (PUR)     | 1      |        |
| Finále |                           |           |        |                           |        |        |
|        | Hideaki Tomijama (JPN)    | 3.5-.5 SP | 11-3   | Orlando Cáceres (PUR)     |        |        |
|        | Rohtas Dahiya Singh (IND) | 0-4 TF    | 2:19   | Hideaki Tomijama (JPN)    |        |        |
|        | Orlando Cáceres (PUR)     | 3.5-.5 SP | 12-4   | Rohtas Dahiya Singh (IND) |        |        |

| Zápasník                  | L | ER | CP   | Final |
| ------------------------- | - | -- | ---- | ----- |
| Hideaki Tomijama (JPN)    | 0 | -  | 15.5 | 7.5   |
| Orlando Cáceres (PUR)     | 1 | -  | 12   | 4     |
| Rohtas Dahiya Singh (IND) | 1 | -  | 8    | 0.5   |
| Brian Aspen (GBR)         | 2 | 4  | 6    |       |
| İbrahim Akgül (TUR)       | 2 | 3  | 5    |       |
| Marwan Suhail Abood (IRQ) | 2 | 2  | 1    |       |
| Saúl Leslie (PAN)         | 2 | 2  | 0.5  |       |
| Simon N'Kondag (CMR)      | 2 | 2  | 0    |       |

#### Skupina B
| L      |                           | CP        | TP     |                           | L      |        |
| Kolo 1 | Kolo 1                    | Kolo 1    | Kolo 1 | Kolo 1                    | Kolo 1 | Kolo 1 |
| ------ | ------------------------- | --------- | ------ | ------------------------- | ------ | ------ |
| 0      | Graeme Hawkins (NZL)      | 4-0 TF    | 1:35   | Miguel Ángel García (ESP) | 1      |        |
| 0      | Barry Davis (USA)         | 4-0 ST    | 24-10  | Guan Bunima (CHN)         | 1      |        |
| 1      | Sergio Severino (DOM)     | 0-4 ST    | 5-17   | Zoran Šorov (YUG)         | 0      |        |
| 1      | Lawrence Holmes (CAN)     | 0-4 ST    | 1-13   | Kim I-kon (KOR)           | 0      |        |
| Kolo 2 |                           |           |        |                           |        |        |
| 1      | Graeme Hawkins (NZL)      | 0-4 ST    | 0-12   | Barry Davis (USA)         | 0      |        |
| 2      | Miguel Ángel García (ESP) | 0-4 ST    | 0-12   | Guan Bunima (CHN)         | 1      |        |
| 0      | Zoran Šorov (YUG)         | 3-1 PP    | 8-3    | Lawrence Holmes (CAN)     | 2      |        |
| 0      | Kim I-kon (KOR)           |           |        | Bye                       |        |        |
| 1      | Sergio Severino (DOM)     |           |        | DNA                       |        |        |
| Kolo 3 |                           |           |        |                           |        |        |
| 1      | Kim I-kon (KOR)           | .5-3.5 SP | 1-9    | Barry Davis (USA)         | 0      |        |
| 2      | Graeme Hawkins (NZL)      | 0-4 ST    | 3-15   | Guan Bunima (CHN)         | 1      |        |
| 0      | Zoran Šorov (YUG)         |           |        | Bye                       |        |        |
| Kolo 4 |                           |           |        |                           |        |        |
| 1      | Zoran Šorov (YUG)         | 1-3 PP    | 4-6    | Barry Davis (USA)         | 0      |        |
| 1      | Kim I-kon (KOR)           | 4-0 ST    | 12-0   | Guan Bunima (CHN)         | 2      |        |
| Finále |                           |           |        |                           |        |        |
|        | Kim I-kon (KOR)           | .5-3.5 SP | 1-9    | Barry Davis (USA)         |        |        |
|        | Zoran Šorov (YUG)         | 1-3 PP    | 4-6    | Barry Davis (USA)         |        |        |
|        | Zoran Šorov (YUG)         | .5-3.5 SP | 2-10   | Kim I-kon (KOR)           |        |        |

| Zápasník                  | L | ER | CP   | Final |
| ------------------------- | - | -- | ---- | ----- |
| Barry Davis (USA)         | 0 | -  | 14.5 | 6.5   |
| Kim I-kon (KOR)           | 1 | -  | 8.5  | 4     |
| Zoran Šorov (YUG)         | 1 | -  | 8    | 1.5   |
| Guan Bunima (CHN)         | 2 | 4  | 8    |       |
| Graeme Hawkins (NZL)      | 2 | 3  | 4    |       |
| Lawrence Holmes (CAN)     | 2 | 2  | 1    |       |
| Miguel Ángel García (ESP) | 2 | 2  | 0    |       |
| Sergio Severino (DOM)     | 1 | 1  | 0    |       |

### Finále
|                           | CP              | TP              |                   |                 |
| 5th place match           | 5th place match | 5th place match | 5th place match   | 5th place match |
| ------------------------- | --------------- | --------------- | ----------------- | --------------- |
| Rohtas Dahiya Singh (IND) | 3-1 PP          | 3-2             | Zoran Šorov (YUG) |                 |
| Bronze medal match        |                 |                 |                   |                 |
| Orlando Cáceres (PUR)     | 1-3 PP          | 4-7             | Kim I-kon (KOR)   |                 |
| Gold medal match          |                 |                 |                   |                 |
| Hideaki Tomijama (JPN)    | 3-1 PP          | 8-3             | Barry Davis (USA) |                 |

## Finálové pořadí
1. Hideaki Tomijama (JPN)
2. Barry Davis (USA)
3. Kim I-kon (KOR)
4. Orlando Cáceres (PUR)
5. Rohtas Dahiya Singh (IND)
6. Zoran Šorov (YUG)
7. Guan Bunima (CHN)
8. İbrahim Akgül (TUR)